# Juan Ramón Corona
Juan Ramón Corona (Monte Caseros, Corrientes, 31 de agosto de 1963) es un exfutbolista argentino que se destacó como delantero.

## Trayectoria
| Club              | País      | Período   |
| ----------------- | --------- | --------- |
| Tigre             | Argentina | 1984-1988 |
| Deportivo Morón   | Argentina | 1988-1989 |
| Tigre             | Argentina | 1989-1990 |
| Deportiva Aucas   | Ecuador   | 1990      |
| Tigre             | Argentina | 1991      |
| Deportivo Maipú   | Argentina | 1991-1992 |
| Deportivo Armenio | Argentina | 1992-1993 |

## Palmarés

### Campeonatos nacionales
| Torneo                | Club  | País      | Año  |
| --------------------- | ----- | --------- | ---- |
| Ascenso al Nacional B | Tigre | Argentina | 1986 |

### Distinciones individuales
| Distinción                              | Temporada |
| --------------------------------------- | --------- |
| Máximo goleador de Primera B (18 goles) | 1988-89   |